# Distrito de Tiruvallur
Tiruvallur (en Tamil; திருவள்ளூர் மாவட்டம் ) es un distrito de India, en el estado de Tamil Nadu . 
Comprende una superficie de 3 424 km².
El centro administrativo es la ciudad de Tiruvallur.

## Demografía
Según censo 2011 contaba con una población total de 3 725 697 habitantes.